# Cornelius Shea
Cornelius P. Shea né le 7 septembre 1872 à Cambridge et mort le 12 janvier 1929 à Chicago est un dirigeant syndicaliste américain et une figure du crime organisé. Il a été le président fondateur de la Fraternité internationale des Teamsters, occupant ce poste de 1903 à 1907. Il s'est impliqué dans le Chicago Outfit, et bien qu'il ait été inculpé à plusieurs reprises, il a généralement échappé à la condamnation. Après une courte peine de prison pour tentative de meurtre qui l'a éloigné des affaires syndicales, Shea a été nommé secrétaire-trésorier de l'Union des concierges de théâtre contrôlée par la mafia à Chicago.

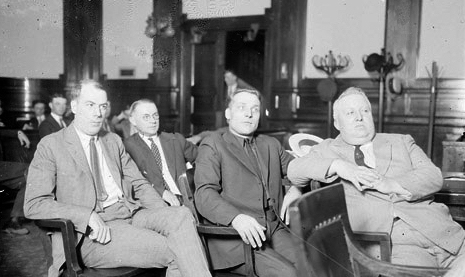
Tim Murphy,John Miller, Fred Mader et Cornelius Shea